# Norbert Panek
Norbert Rudolf Panek, geboren am 23. Mai 1954 in Berlin, † 11. Oktober 2022 in Korbach, war ein deutscher Waldschützer und Landschaftsplaner mit dem Themenschwerpunkt Buchenwälder.

## Beruflicher Werdegang
Panek absolvierte in Berlin zunächst eine Lehrausbildung als Landschaftsgärtner und studierte von 1975 bis 1978 das Fach Landespflege an der Technischen Fachhochschule in Berlin-Dahlem. Nach dem Studium trat er eine Stelle als Berater für Gartenbau und Landschaftspflege in der hessischen Agrarverwaltung in Korbach (Nordhessen) an. 1999 wurde Panek zum stellvertretenden Leiter der Abteilung Landschaftspflege beim Amt für Regionalentwicklung, Landschaftspflege und Landwirtschaft bestellt, das ab 2001 an die staatliche Verwaltung des Landkreises Waldeck-Frankenberg angegliedert wurde. 2006 übernahm Panek die Leitung des Projektbüros des vom Landkreis gegründeten Nationalen Geoparks GrenzWelten. Seit Anfang 2020 befand sich Panek im Ruhestand.

## Ehrenamtliche Tätigkeiten
Vor allem durch Schriften des Umweltpublizisten Horst Stern inspiriert, interessierte sich Panek schon frühzeitig für den Naturschutz. In Berlin (West) engagierte er sich Mitte der 1970er Jahre in einer Bürgerinitiative gegen den Bau eines Kohlekraftwerks im Spandauer Stadtforst. Während und nach seiner Studienzeit erarbeitete Panek in einer Projektgruppe den Entwurf eines ersten Berliner Landschaftsplans für die Gatower Rieselfelder im Bezirk Spandau (siehe Publikationen). Zwischenzeitlich nach Korbach umgesiedelt, rief Panek 1984 einen Kontaktkreis der Naturschützer in Waldeck-Frankenberg ins Leben. Er unterstützte die damalige Naturgarten-Bewegung durch zahlreiche eigene Publikationen und setzte sich im Rahmen seiner Beratertätigkeit im Wettbewerb Unser Dorf soll schöner werden für den Schutz der dörflichen Ruderalflora ein. Für die Außenanlagen des Amtes für Landwirtschaft in Korbach entwarf er 1982 – erstmals für eine öffentliche Einrichtung in Hessen – ein naturnahes Grünpflege-Konzept. Im Jahr 1990 gründete Panek schließlich in Korbach die Initiative Pro Nationalpark Kellerwald, aus der der seit 1992 bestehende, gleichnamige Nationalpark-Förderverein hervorging. Panek war von 1992 bis 1998 erster Vorsitzender dieses Vereins.

## Publizistische Tätigkeiten
Panek war bereits seit seinem Studium publizistisch tätig und schrieb u. a. für das Spandauer Volksblatt und die renommierte Zeitschrift Kosmos (siehe Publikationen). Er war an verschiedenen alternativen Zeitungsprojekten beteiligt und gab 1985 selbst ein eigenes Naturschutz-Infoblatt heraus. Als Co-Autor war er an verschiedenen Buchprojekten beteiligt. Im Jahr 2000 veröffentlichte Panek gemeinsam mit drei weiteren Autoren einen erstmaligen Bildband über den Kellerwald (Titel Naturerbe Kellerwald – Sinfonie einer Landschaft), der für die Einrichtung eines Nationalparks warb. Zu seinen wichtigen Publikationen zählen außerdem zwei weitere aufwändig gestaltete Bildbände, die 2017 im Ambaum-Verlag (Titel Verborgene Urwälder am Edersee) sowie im Natur+Text-Verlag (Titel Nationalpark Kellerwald-Edersee – Weltnaturerbe in Hessen) erschienen sind. Im Selbstverlag gab Panek 2006 eine Chronologie der Entstehungsgeschichte des 2004 gegründeten Nationalparks Kellerwald-Edersee heraus (Titel Urwald-Ängste).
Eigens für den Geopark GrenzWelten konzipierte und veröffentlichte er zudem eine regionale Buch- und Broschürenreihe (Geoführer).

## Nationalpark- und Welterbe-Initiative
Seit 1986 setzte sich Panek für die Ausweisung eines Buchenwald-Nationalparks im nordhessischen Kellerwald ein und gründete 1990 eine Bürgerinitiative, aus der 1992 der Nationalpark-Förderverein entstand, dessen Vorsitz er bis zum Jahr 1998 übernahm. 1997 scheiterte der erste Anlauf der Nationalpark-Ausweisung an einem regionalen Bürgerentscheid. Auch eine Protestaktion mit über 12.000 Unterschriften, die für den Nationalpark votierten, konnten den negativen Entscheid nicht mehr abwenden. Nachdem sich auch überregionale Naturschutzorganisationen wie Greenpeace und der WWF in die Nationalpark-Diskussion einschalteten, wendete sich jedoch das Blatt. Am 1. Januar 2004 wurde der Nationalpark im Kellerwald schließlich offiziell eingerichtet. Panek gilt als einer der maßgeblichen Wegbereiter der Schutzeinrichtung.
2001 gründete Panek zusammen mit Biologen, Vegetationskundlern und Ökologen aus Nordhessen den Verein Buchenwald-Institut e.V., der sich die Erforschung und den Schutz der Buchenwälder auf nationaler und internationaler Ebene zum Ziel setzte. Zeitparallel besuchte Panek mit Fachkollegen zahlreiche Buchenwaldgebiete in ganz Europa, u. a. die Urwaldgebiete Havesova und Stuzica in der Slowakischen Republik sowie den Rothwald in Niederösterreich. Bereits Ende der 1990er Jahre reifte die Idee, einige ausgewählte Buchenwälder in Mitteleuropa (u. a. auch den Kellerwald) als UNESCO-Weltnaturerbestätte zu nominieren. Panek war 2006 als Gutachter im Auftrag des Bundesumweltministeriums maßgeblich am Auswahlverfahren der fünf deutschen Buchenwaldgebiete beteiligt, die dann 2011 von der UNESCO als serielle Welterbestätte im Verbund mit karpatischen Buchen-Urwäldern anerkannt wurden.
Für die Umweltorganisation Greenpeace veröffentlichte Panek 2011 eine in Fachkreisen viel beachtete Studie, in der er das Schutzkonzept für einen bundesweiten Verbund von Buchenwäldern entwickelte. Er war von 2011 bis 2015 zusammen mit anderen renommierten Waldexperten wie Lutz Fähser, Knut Sturm und Peter Wohlleben Mitglied einer Beratergruppe, die eine bundesweite Kampagne von Greenpeace zum Thema Buchenwälder fachlich begleitete. 2019 veröffentlichte er eine Rote Liste der Buchenwälder Deutschlands. Panek wurde 2020 der Naturschutzpreis des Landkreises Waldeck-Frankenberg verliehen.

## Geopark-Initiative
2001 entwickelte Panek nach einem Besuch im Geopark Vulkaneifel die Idee für die Einrichtung eines Geoparks im Umfeld der Fossilienfundstätte Korbacher Spalte (Landkreis Waldeck-Frankenberg). Die Idee wurde vom Landrat der damaligen Kreisverwaltung aufgegriffen und mündete in die Gründung einer Arbeitsgruppe, die im Jahr 2003 ein Fachkonzept erstellte. Im Dezember 2005 beschloss der Kreistag des Landkreises Waldeck-Frankenberg, die Gründung des Geoparks sowie eine Bewerbung als Nationaler Geopark anzustreben. Panek wurde mit der Leitung des Geopark-Projektbüros beauftragt. Am 5. September 2006 verabschiedete der Kreisausschuss das Fachkonzept und einen ersten Maßnahmenplan. Nach einem aufwendigen Implementierungsprozess mit zahlreichen Regionalkonferenzen und Bürgerversammlungen wurde die endgültige Abgrenzung des Geoparks festgelegt. Er umfasst zehn Teilregionen mit einer Gesamtfläche von 3.720 km². Im Juli 2009 wurde die Bewerbung um das Qualitätssiegel Nationaler Geopark mit professioneller Unterstützung des Korbacher Geographen Marc Müllenhoff und des Vöhler Geologen Sven Bökenschmidt eingeleitet. Am 15. Oktober 2009 wurde der Geopark GrenzWelten schließlich auf fünf Jahre befristet als Nationaler Geopark zertifiziert. Ende Januar 2010 erfolgte die offizielle Übergabe der Zertifizierungsurkunde im Beisein der damaligen Wissenschaftsministerin Kühne-Hörmann. Seitdem wurde der Geopark unter Leitung von Panek zweimal erfolgreich re-evaluiert.

## Publikationen (Auswahl)
Buchveröffentlichungen:
- A. Frede, A. Hoffmann, R. Kubosch & N. Panek: Naturerbe Kellerwald – Sinfonie einer Landschaft (Bildband), cognitio Verlag, Niedenstein 2000 (96 S.).
- R. Kubosch & N. Panek: Verborgene Urwälder am Edersee – Eine Bilderreise (Bildband), Ambaum Verlag, Vöhl-Basdorf 2017 (152 S.).
- N. Panek: Urwald-Ängste – Der beschwerliche Weg zum Nationalpark Kellerwald, Selbstverlag Korbach, 2006 (360 S.).
- N. Panek: Buchenwälder in aller Munde – Kochrezepte rund um die Rotbuche, Ambaum Verlag, Vöhl-Basdorf 2010 (70 S.).
- N. Panek: Wilde Wälder braucht das Land – Plädoyer für ein neues Wald-Bewusstsein, Ambaum Verlag, Vöhl-Basdorf 2013 (118 S.).
- Deutschland, deine Buchenwälder: Daten – Fakten – Analysen. 1. Auflage. Ambaum-Verlag, Vöhl-Basdorf 2016, ISBN 978-3-940616-24-1 (207 S.).
- N. Panek: Nationalpark Kellerwald-Edersee – Weltnaturerbe in Hessen, Natur+Text Verlag, Rangsdorf 2017 (168 S.).
- N. Panek & C. Schwedhelm: Radeln durch die erdgeschichte – Zwischen Schiefer und Sandstein, Reihe GEO-FÜHRER, Ambaum Verlag, Vöhl-Basdorf 2018 (224 S.).
- N.Panek & G. Sperber: Wildnis-Rothirsch-Fichtenforst. Aldo Leopold und das Deutsche Problem, Ambaum Verlag, Vöhl-Basdorf 2019 (136 S.).
- N. Panek: Die Geschichte unserer Wälder – Ein Urwald-Wanderbuch, Reihe GEO-FÜHRER, Hrsg. Projektbüro Nationaler Geopark GrenzWelten, Korbach 2019 (112 S.).
- N. Panek: Holzfabriken in der Krise (Broschüre), Ambaum Verlag, Vöhl-Basdorf 2019 (28 S.).
- N. Panek: Wälder statt Forsten – Thesen zur Wald-Zukunft (Broschüre), Selbstverlag Korbach, 2020 (16 S.).

Publikationen in Fachzeitschriften/Magazinen:
- H.-R., Dietrich, N. Panek und H.H. Thielen: Naturschutz für die Rieselfelder Gatow, in: Das Gartenamt, Band 31, Nr. 1, 1982, S. 37–51.
- N. Panek: Naturschutz auf dem Abstellgleis, in: Spandauer Volksblatt, 5. Juni 1977.
- N. Panek: Berlin – Stadtführer für Naturfreunde, in: Kosmos-Bild unserer Welt, Band 75, Nr. 1, 1979, S. 26–47.
- N. Panek: Dorfflorakartierung – Ein Beitrag zur Erhaltung der dorftypischen Ruderalvegetation im Rahmen der Dorferneuerung, dargestellt am Beispiel des Dorfes Vöhl, Kreis Waldeck-Frankenberg, in: Natur und Landschaft, Band 62, Nr. 1, 1987, S. 10–13.
- N. Panek: Untersuchungen zur ruderalen Ausstattung und zum Vorkommen einiger ausgewählter Ruderalpflanzen in den Ortsteilen der Stadt Korbach, in: Vogelkundliche Hefte Edertal, Band 13, 1987, S. 156–168.
- N. Panek: Ein Laubwald-Nationalpark in Nordhessen?, in: Natur und Landschaft, Band 64, Nr. 7/8, 1989, S. 338–342.
- N. Panek: Nationalpark Kellerwald – Schutz für hessische Laubwald-Ökosysteme der Mittelgebirge, in: Naturschutz und Landschaftsplanung, Band 24, Nr. 3, 1992, S. 112–116.
- N. Panek: Vorschläge zur Planung und Verwirklichung eines Buchenwald-Nationalparks Kellerwald in Nordhessen, in: Natur und Landschaft, Band 71, Nr. 4, 1996, S. 160–167.
- N. Panek: Schützt endlich die Buchenwälder!, in: Nationalpark, Band 108, 2000, S. 44–47.
- N. Panek: Rotbuchenwälder in Deutschland – Beitrag zur Umsetzung einer Schutzstrategie, in: Naturschutz und Landschaftsplanung, Band 40, Nr. 5, 2008, S. 140–146.
- N. Panek: Vorschläge für ein transnationales Weltnaturerbe-Cluster der Buchenwälder Europas, in: Naturschutz und Landschaftsplanung, Band 43, Nr. 9, 2011, S. 271–279.
- N. Panek: Gefährdete Buchenwälder – Es lichtet sich, in: Politische Ökologie, Band 132: Wald – Politische Spielräume zwischen Baum und Borke, 2013, S. 96–101.
- N. Panek & M. Kaiser: Ein neues Nationalparkprogramm für Deutschland, in: Naturschutz und Landschaftsplanung, Band 47, Nr. 1, 2015, S. 5–11.
- N. Panek: Von naturnah weit entfernt. Deutschlands Buchenwälder – eine kritische Bestandsaufnahme, in: Der Kritische Agrarbericht, 2017, S. 223–226.
- N. Panek: Geotopschutz und Geoparks in Deutschland – Eine kritische Bestandsaufnahme, in: Naturschutz und Landschaftsplanung, Band 50, Nr. 6, 2018, S. 182–191.
- N. Panek: Erweitertes Weltnaturerbe Buchenwälder Europas – Naturschutz in neuer Dimension, in: NaturMagazin Berlin-Brandenburg, Band 3, 2018, S. 8–12.
- N. Panek: Öffentlicher Wald im Harvester-Zeitalter – Was Zahlen offenbaren und die Politik verschweigt, in: Nationalpark, Band 183, 2019, S. 34–37.
- N. Panek: Vorschlag für eine neue Schutzkategorie Geopark im Naturschutzrecht, in: Jahrbuch Naturschutz in Hessen, Band 18, 2019, S. 47–51.
- N. Panek: Rote Liste der Buchenwälder Deutschlands. Eine Auswertung der Daten des Alternativen Waldzustandsberichts, in: Naturschutz und Landschaftsplanung, Band 52, Nr. 5, 2020, S. 236–241.

Gutachten:
- A. Hoffmann und N. Panek: Machbarkeitsstudie für eine UNESCO-Weltnaturerbenominierung eines ausgewählten deutschen Buchenwaldclusters – Teilprojekt 1: Fachwissenschaftlicher Teil, im Auftrag des Bundesamtes
- für Naturschutz, Bonn-Bad Godenberg 2006.
- N. Panek: Unterschiede nutzungsfreier Großschutzgebiete versus naturnahe Laub-Wirtschaftswälder – Vergleichende Bewertung der Waldbewirtschaftung des Forstbetriebs Ebrach mit einem Nationalpark Steigerwald in naturschutzfachlicher Hinsicht, Fachgutachten im Auftrag des Bundes Naturschutz in Bayern e.V., 2010 (38 S.).
- N. Panek: Deutschlands internationaler Verantwortung; Buchenwälder im Verbund schützen, Gutachten im Auftrag von Greenpeace e.V., Hamburg 2011 (70 S.).
- N. Panek: Eignung von öffentlichen Wäldern in Niedersachsen als Bausteine für den bundesweiten Schutz alter Buchenwälder, Gutachten im Auftrag von Greenpeace e.V., Hamburg 2012 (34 S.).
- N. Panek: Zur Frage der Nationalpark-Eignung von Waldflächen in Rheinland-Pfalz, Gutachten im Auftrag von Greenpeace e.V., Hamburg 2012 (24 S.).
- N. Panek: Eignung von öffentlichen Wäldern in Hessen für ein Verbundsystem nutzungsfreier Buchenwälder – Zehn Prozent natürliche Waldentwicklung für Biodiversität, Klima und Menschen, Gutachten im Auftrag von Greenpeace e.V., Hamburg 2013 (34 S.).
- N. Panek: Der deutsche Wald im Spiegel der Bundeswaldinventur (BWI3) – Ergebnisse, Entwicklungstrends, offene Fragen aus Sicht des Naturschutzes, Studie im Auftrag von Greenpeace e.V., Hamburg 2016 (42 S.).
- N. Panek: Hessens Wälder im Fokus der dritten Bundeswaldinventur aus naturschutzfachlicher Sicht, Studie im Auftrag des BUND-Landesverbands Hessen e.V., Frankfurt/M. 2018 (30 S.).